# Nørre Vissing
Nørre Vissing is een plaats in de Deense regio Midden-Jutland, gemeente Skanderborg. De plaats telt 236 inwoners (2008).